# 1989 RF
1989 RF är en asteroid i huvudbältet som upptäcktes den 1 september 1989 av den belgiske astronomen Eric W. Elst vid Haute-Provence-observatoriet.
Asteroiden har en diameter på ungefär 16 kilometer och den tillhör asteroidgruppen Hygiea.